# پیز پیکووگل
پیز پیکووگل (به لاتین: Piz Picuogl) یک کوه در سوئیس است که در کانتون گراوبوندن واقع شده‌است. پیز پیکووگل ۳٬۳۳۳ متر بالاتر از سطح دریا واقع شده‌است.